# Stefan Nędzyński
Stefan Nędzyński (ur. 1919 w Poznaniu, zm. 10 stycznia 2008 w Bernie) – polski ekonomista i działacz związkowy.

## Życiorys
Absolwent Gimnazjum i Liceum im. św. Marii Magdaleny w Poznaniu, następnie student Uniwersytetu Poznańskiego. Po wybuchu II wojny światowej i przegranej Polski próbował przedostać się na Zachód do formowanych tam oddziałów WP. Aresztowany przez Sowietów był więziony w więzieniu NKWD w Przemyślu i łagrze w Obwodzie Archangielskim, a następnie przymuszany do pracy w fabryce skóry w Kuźniecku. Zwolniony w 1941 r., na mocy amnestii (układ Sikorski-Majski).
Żołnierz 2 Korpusu WP, uczestnik walk o Monte Cassino, gdzie został ranny. Służył w 7 Pułku Ułanów Lubelskich, w stopniu kaprala podchorążego, a następnie podporucznika.
Po zakończeniu działań wojennych pozostał na emigracji, studiował ekonomię na Universita di Roma, London School of Economics i University of London (gdzie robił doktorat). Od 1951 do 1952 r. kieruje Związkiem Niezależnej Akademickiej Młodzieży Socjalistycznej, jest członkiem Polskiej Partii Socjalistycznej (członek kierownictwa Komitetu Głównego PPS w Wielkiej Brytanii).
Od lipca 1952 r. był działaczem Międzynarodowej Konfederacji Wolnych Związków Zawodowych w Brukseli oraz Międzynarodowej Organizacji Związków Zawodowych Pracowników Łączności w Genewie. Współpracował z Międzynarodową Organizacją Pracy i Organizacją Narodów Zjednoczonych. Działa nadal w belgijskim komitecie PPS. Od lata 1952 r. organizuje odczyty w ramach Towarzystwa Uniwersytetu Robotniczego (m.in. Moje przeżycia w Rosji, Ruch robotniczy w Wielkiej Brytanii, Brytyjskie państwo dobrobytu, Przyszłość gospodarcza Europy).
Znany był jako bojownik o prawa pracownicze w krajach afrykańskich i azjatyckich. W latach 80. XX wieku, organizował pomoc dla polskich związków zawodowych. W 2001 r., ukazała się książka pt. Na antypodach wolności będąca wywiadem-rzeką Eugenii R. Dabertowej z dr Stefanem Nędzyńskim (Zarządu Regionu Wielkopolska NSZZ „Solidarność”, Poznań, 2000 r., ISBN 83-85274-52-9).
Pochowany 15 stycznia 2008 r., na cmentarzu Schosshalden w Bernie.

## Odznaczenia i wyróżnienia
- Krzyż Komandorski Orderu Odrodzenia Polski (przyznany pośmiertnie w 2008 r., przez prezydenta RP Lecha Kaczyńskiego i przekazany rodzinie dr Nędzyńskiego przez Szefa Kancelarii Prezydenta RP Annę Fotygę podczas ceremonii pogrzebowej)
- Krzyż Kawalerski Orderu Odrodzenia Polski (przyznany w 1997 r., przez prezydenta RP Aleksandra Kwaśniewskiego)
- Honorowy członek NSZZ „Solidarność” – Solidarni z Solidarnością (1995)[3].